# Marshfield (Missouri)
Marshfield is een plaats (city) in de Amerikaanse staat Missouri, en valt bestuurlijk gezien onder Webster County.

## Demografie
Bij de volkstelling in 2000 werd het aantal inwoners vastgesteld op 5720.
In 2006 is het aantal inwoners door het United States Census Bureau geschat op 6987, een stijging van 1267 (22,2%).

## Geografie
Volgens het United States Census Bureau beslaat de plaats een oppervlakte van
12,5 km², geheel bestaande uit land. Marshfield ligt op ongeveer 455 m boven zeeniveau.

## Plaatsen in de nabije omgeving
De onderstaande figuur toont nabijgelegen plaatsen in een straal van 24 km rond Marshfield.

## Geboren
- Edwin Hubble (1889-1953), astronoom en kosmoloog